# Монастырь Врета
Монастырь Врета (швед. Vreta kloster) — шведский монастырь, действовавший с начала XII века по 1582 год, был первым женским монастырем в Швеции, первоначально бенедиктинским, а позже цистерцианским, и одним из старейших в Скандинавии. Располагался на территории современного муниципалитета Линчепинг в Эстергетланде.
Место упокоения знаковых личностей шведской истории — Инге I Старшего, Филиппа, Инге Младшего, Магнуса Хенриксена, Суне Сика.

## История
Точный год основания монастыря неизвестен. Инициаторами основания стали король Швеции Инге I Старший и королева Хелена по указу папы римского Пасхалия II, что даёт границы дат основания: Пасхалий стал папой в 1099 году; дата смерти Инге оспаривается, но, вероятно, он скончался около 1105 года или чуть позже. В последующее десятилетие король Инге II Младший и королева Ульфхильда делали монастырю крупные пожертвования.
В начале XIII века первые, деревянные, строения монастыря сгорели в пожаре, но монастырь был восстановлен, и новая церковь была освящена в присутствии шведского короля Магнуса III и Хельвиги Гольштейнской в 1289 году.
Первоначально бенедиктинский, в 1162 году монастырь был преобразован в цистерцианский женский монастырь. Первой цистерцианской настоятельницей стала Ингегерд, сестра Карла VII. Вторая сестра, Хелена, вдова Кнуда V Датского, постриглась в этот монастырь после смерти своего мужа в 1157 году, здесь также пребывали другие члены шведской и датской королевских семей. В XIII веке шведская принцесса Хелена Сверкерсдоттер была одной из настоятельниц.
Монастырь служил школой для дочерей правящих семей Швеции и знати, он вошёл также в фольклор как место, где в XIII веке произошло несколько известных похищений девушек их женихами, не одобряемыми семьями невест.
В годы Реформации монастырю было запрещено принимать новых послушников, но в остальном к нему относились очень снисходительно. Он продолжал быть школой для дочерей дворянства и местом пребывания престарелых дворянок, а в 1529 году король разрешил последней настоятельнице Сигрид Ботольфсдоттер (ум. 1538) выкупить его, и его деятельность продолжалась без помех. Врета принял монахинь из монастырей Аскеби и Скеннинге, когда они были закрыты в 1529 и 1544 годах, соответственно. В 1536 году Густав I передал монастырь и его активы своей тёще-католичке Эббе Эриксдоттер Васе; она провела здесь свои последние годы и умерла в 1549 году. В 1562 году здесь ещё жили монахини, и две последние из них, Брита Гиследоттер и Кирстин Монсдоттер, умерли в 1582 году.
После закрытия монастыря монастырская церковь продолжала использоваться как лютеранская приходская церковь, она стоит до сих пор, её достопримечательность — средневековый агиоскоп. Другие остававшиеся в монастыре здания по большей части пришли в упадок.
Между 1916 и 1926 годами монастырские руины были раскопаны, к северу от церкви они оставлены доступными наружному осмотру, сама церковь была восстановлена между 1914 и 1917 годами. Находки, в том числе необычный деревянный водопровод, выставлены в соседнем музее.
Вторым полностью сохранившимся монастырским зданием является амбар, хотя некоторые его стены были реконструированы в XX веке. Камни разобранной трапезной были использованы для строительства башни Линчёпингского кафедрального собора.

## Галерея

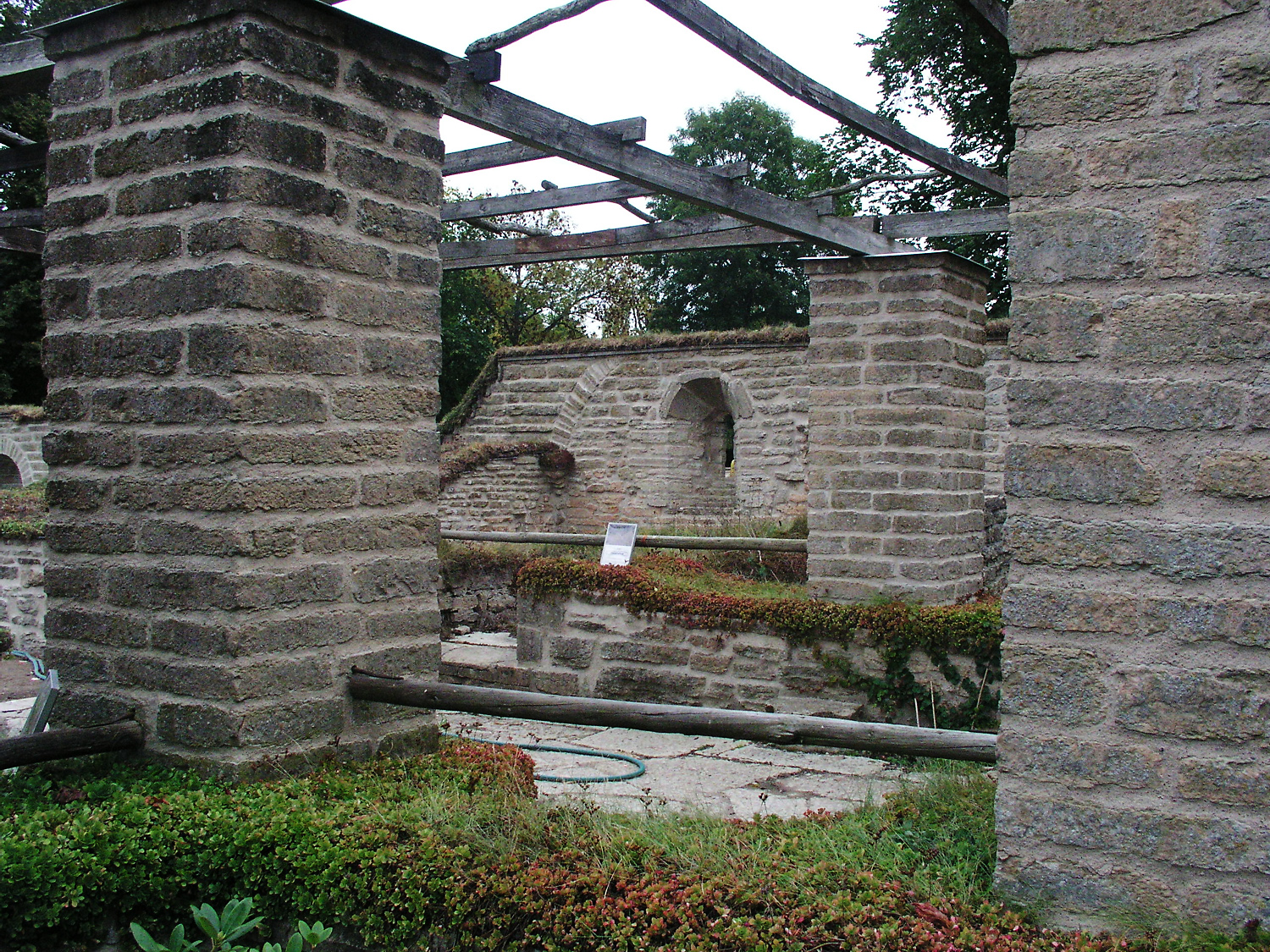
Restored walls
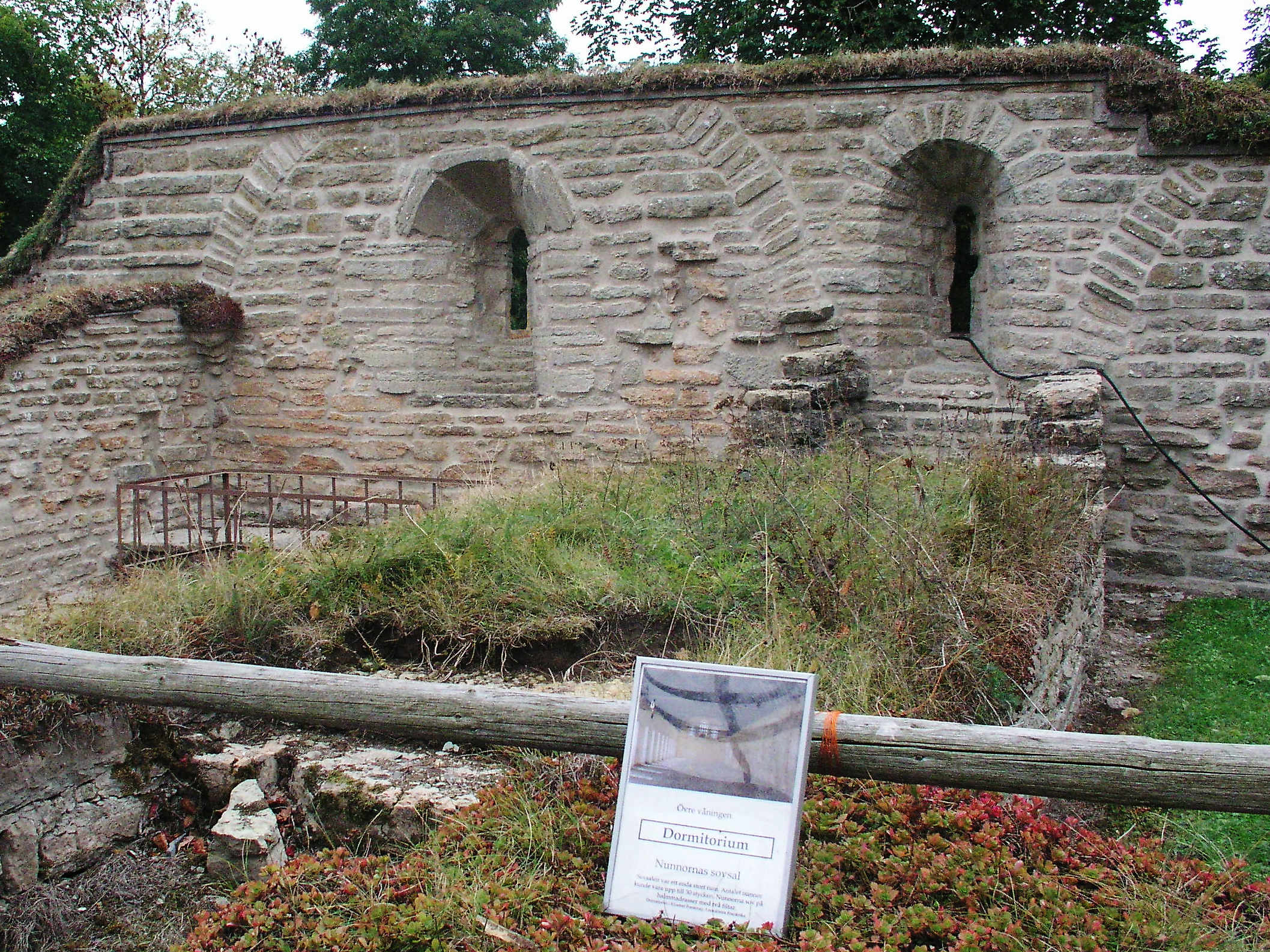
Restoration: day room and chapter room
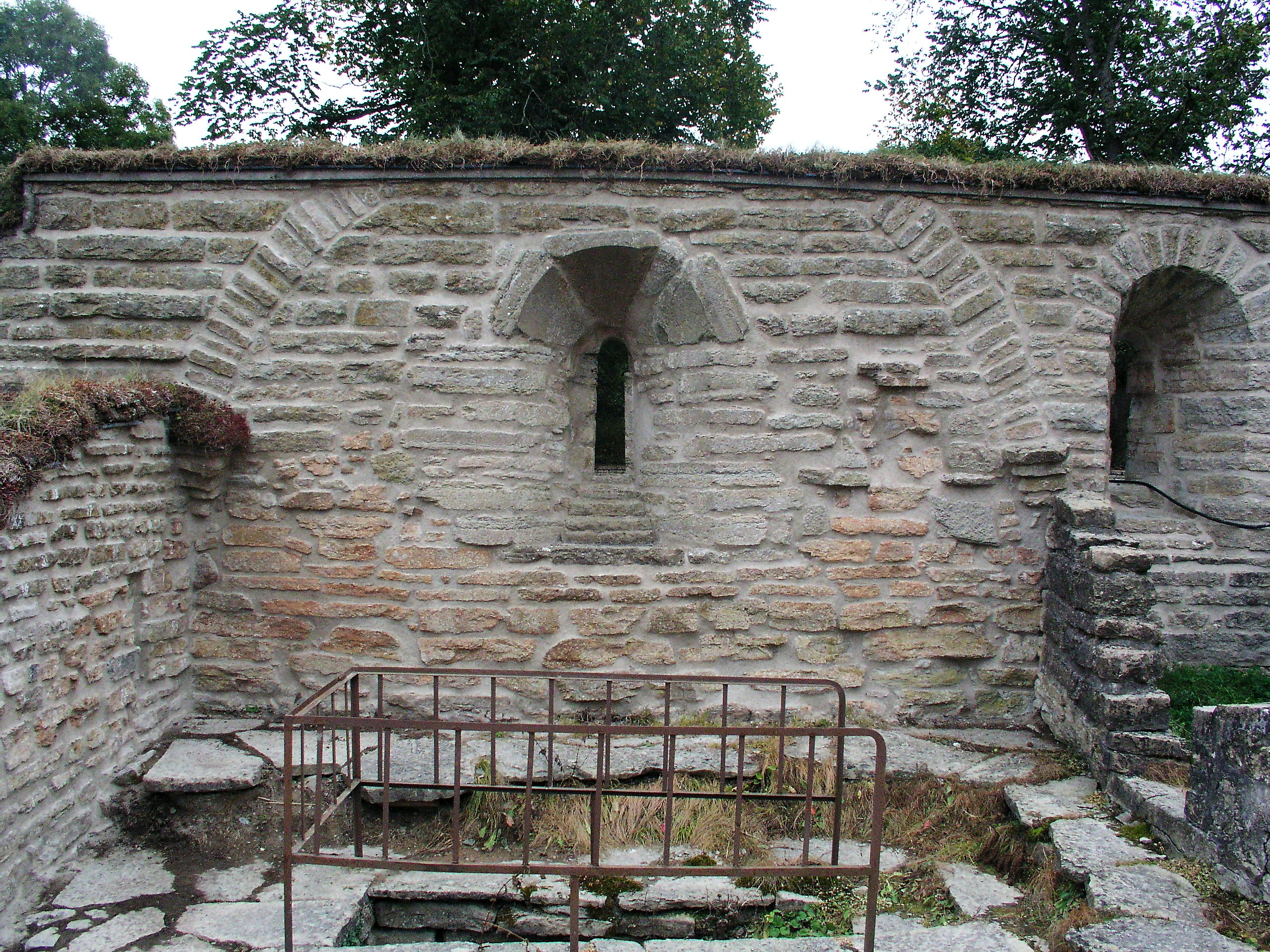
Restoration: day room with stairs to dormitory
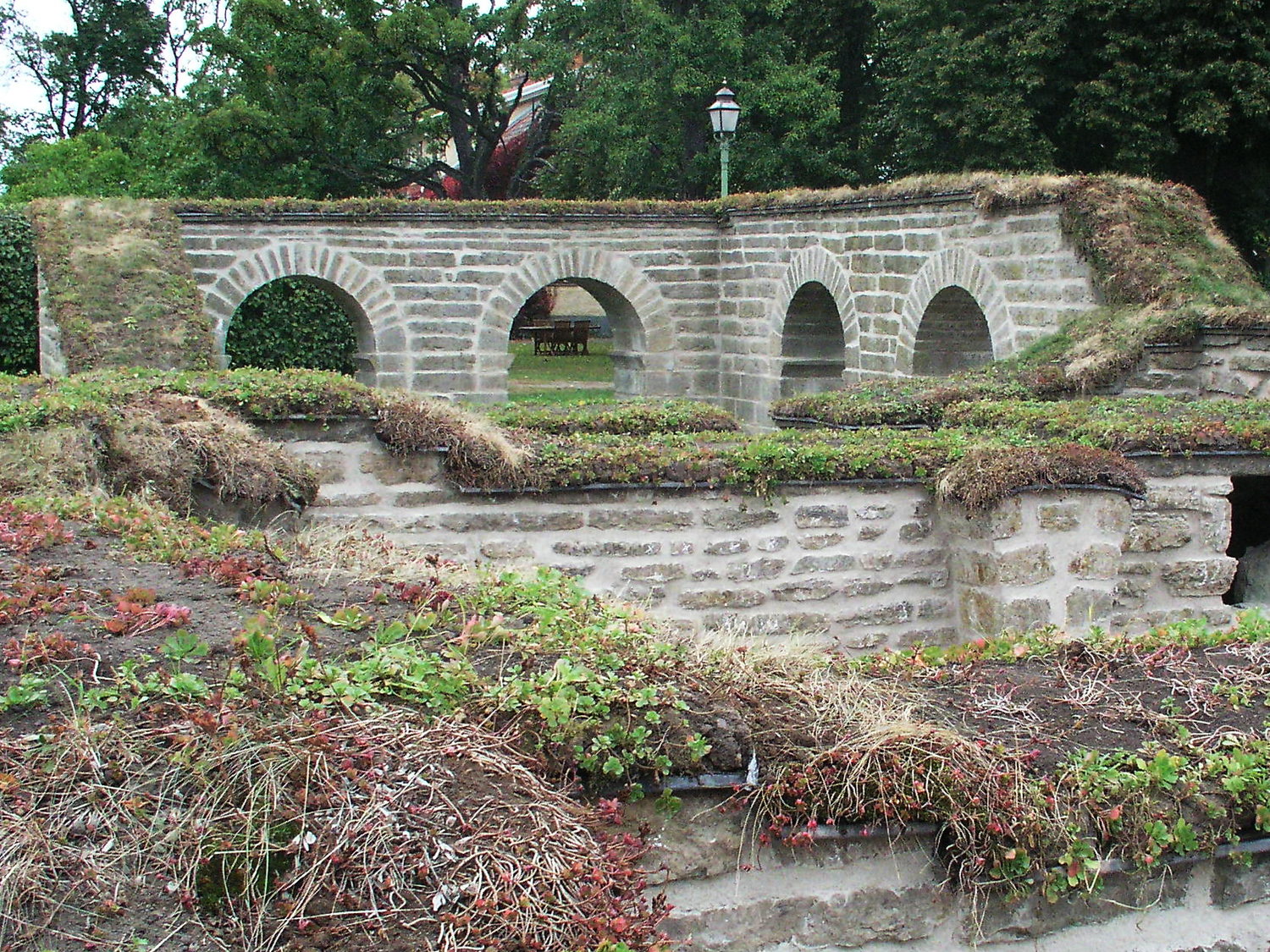
Restored walls